# Mils
Mils, também conhecido como Mils bei Hall, é um município da Áustria, situado no distrito de Innsbruck-Land, no estado do Tirol. Tem 6,91 km² de área e sua população em 2019 foi estimada em 4.447 habitantes.